# Kurupi itaata
Kurupi itaata — вид викопних абелізаврових (Abelisauridae) плазунів, викопні верхньокрейдові рештки яких знайдено на південному сході Бразилії.

## Опис
Голотип складається з трьох хвостових хребців і часткового тазового пояса. Вид мав довжину ≈ 5 метрів і мав жорсткий хвіст, про що свідчить прикріплення м'язів та анатомія кісток.

## Поширення
Викопні рештки знайдено у формації Марілія на південному сході Бразилії.

## Етимологія
Родова назва на честь Курупі, бога родючості та сексу з міфології Гуарані. За словами авторів, "вибір назви обумовлений тим, що скам'янілості були знайдені в районі мотелю Параісо („райський мотель“), місця, призначеного для інтимних зустрічей". Видова назва походить від мови тупі і має два корені: ita — «твердий» і atã — «камінь»; ця назва стосується міцно з'єднаних порід регіону Монте-Альто.